# Cimetière militaire britannique de Vailly-sur-Aisne
Le cimetière militaire britannique de Vailly-sur-Aisne (Vailly-sur-Aisne British Cemetery) est un cimetière militaire de la Première Guerre mondiale situé sur le territoire de la commune de Vailly-sur-Aisne, dans le département de l'Aisne.

## Localisation
Ce cimetière est situé à l'est de la ville, route de Soissons, à côté de la Nécropole Nationale.

## Historique
À partir du 6 septembre 1914, secteur de Vailly-sur-Aisne fut le théâtre de violents combats lors de la première Bataille de l'Aisne. De nombreux soldats anglais, français ou allemands victimes de ces combats furent inhumés dans divers endroits des environs. Cette bataille n'aboutit pas  à une victoire décisive : les forces allemandes n'ont pas réussi à repousser les Alliés de l'autre côté du fleuve et les Alliés ont été incapables de repousser les Allemands de la crête. Cette «stabilisation» du front a marqué le début de la guerre de tranchées qui dura près de quatre ans Le secteur tomba aux mains des Allemands, fut repris par les troupes françaises lors de l'offensive du Chemin des Dames en avril 1917, perdu à nouveau avant d'être définitivement conquis le 15 septembre 1918 par les troupes françaises.
Après l'armistice, les corps des soldats britanniques inhumés dans des cimetières provisoires des alentours ont été apportés dans ce lieu, près d'un cimetière français commencé en 1917 près d'un poste de secours.

## Caractéristique
Le cimetière contient maintenant 370 sépultures de soldats britanniques.

## Galerie

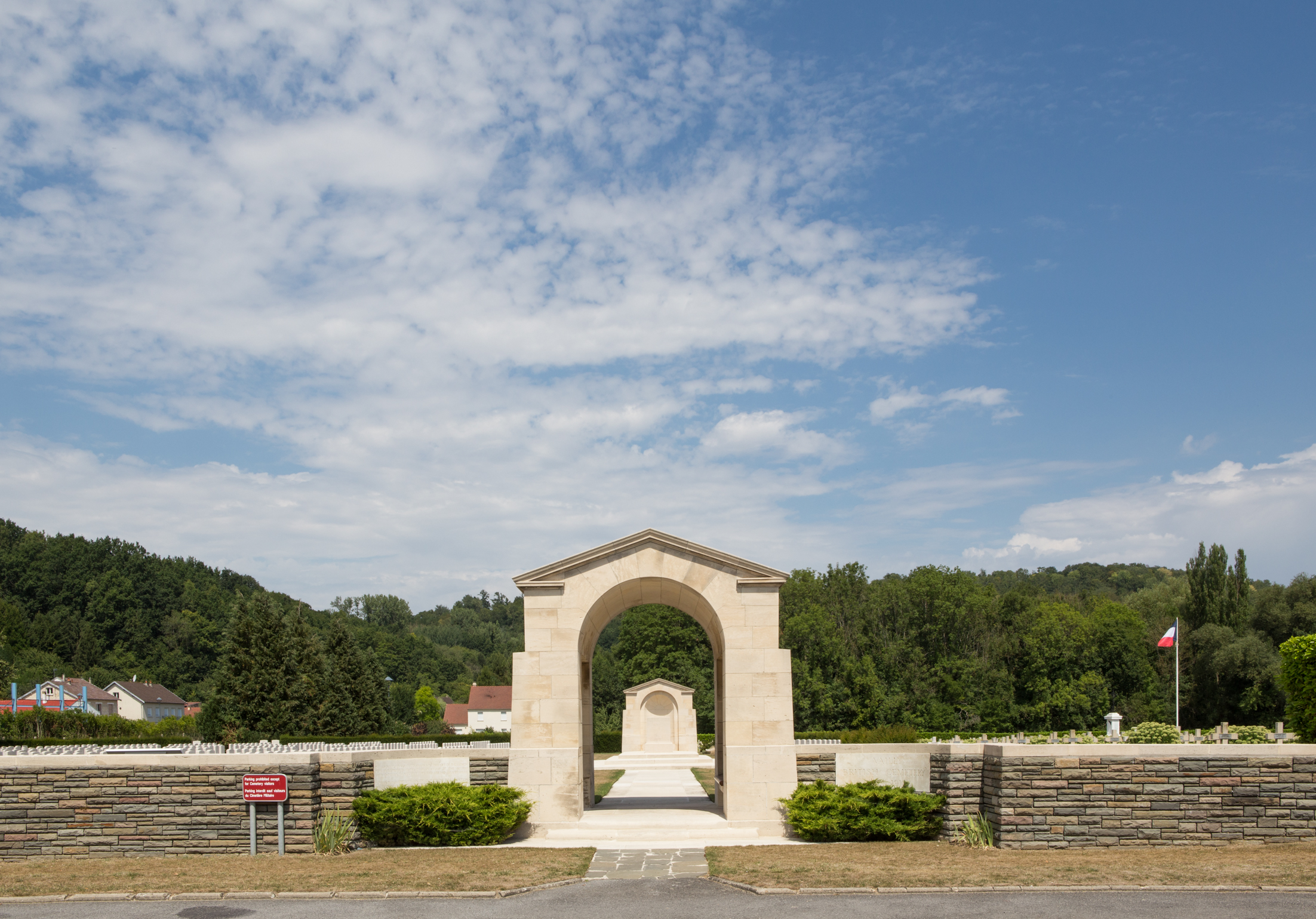
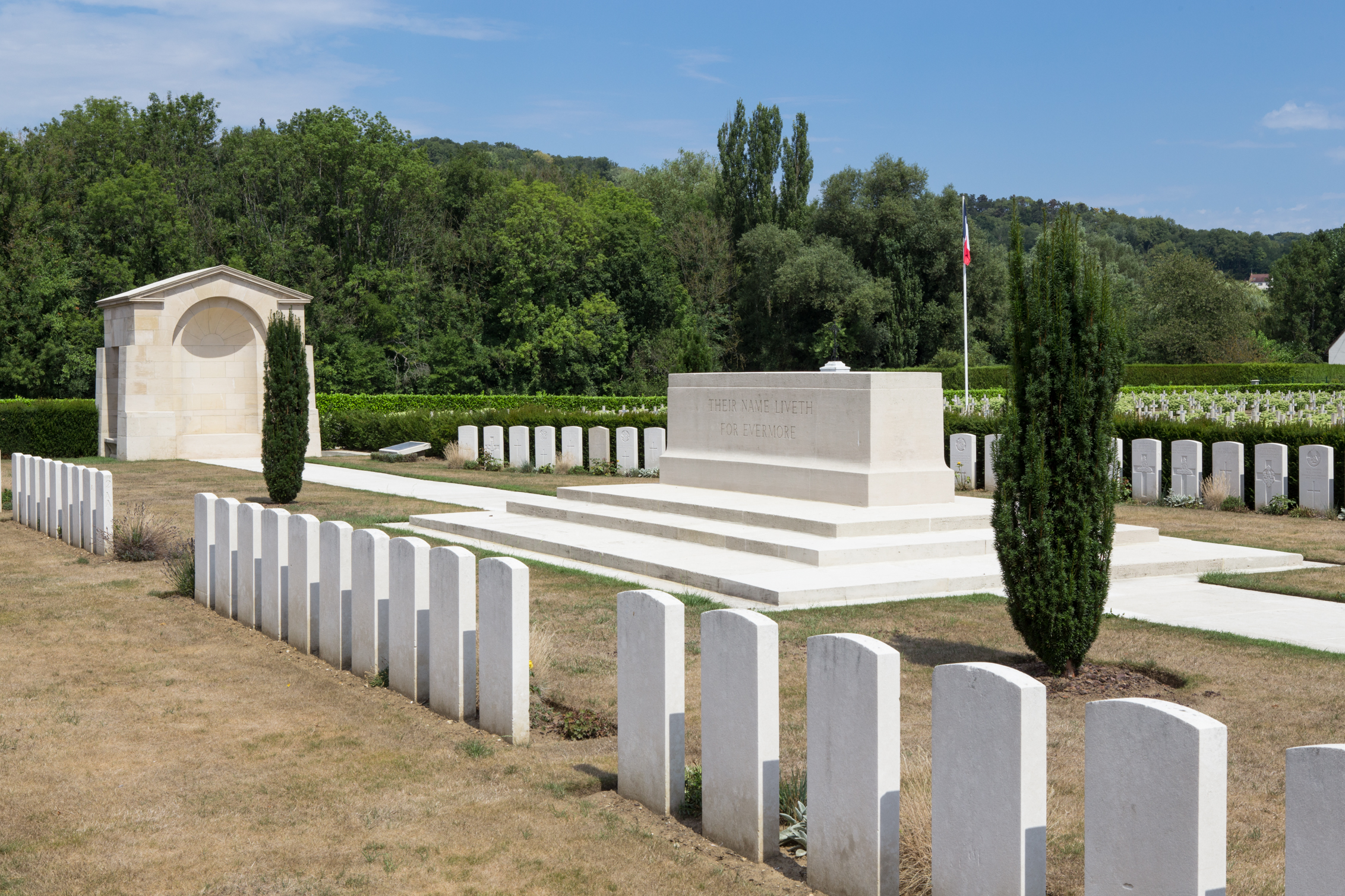
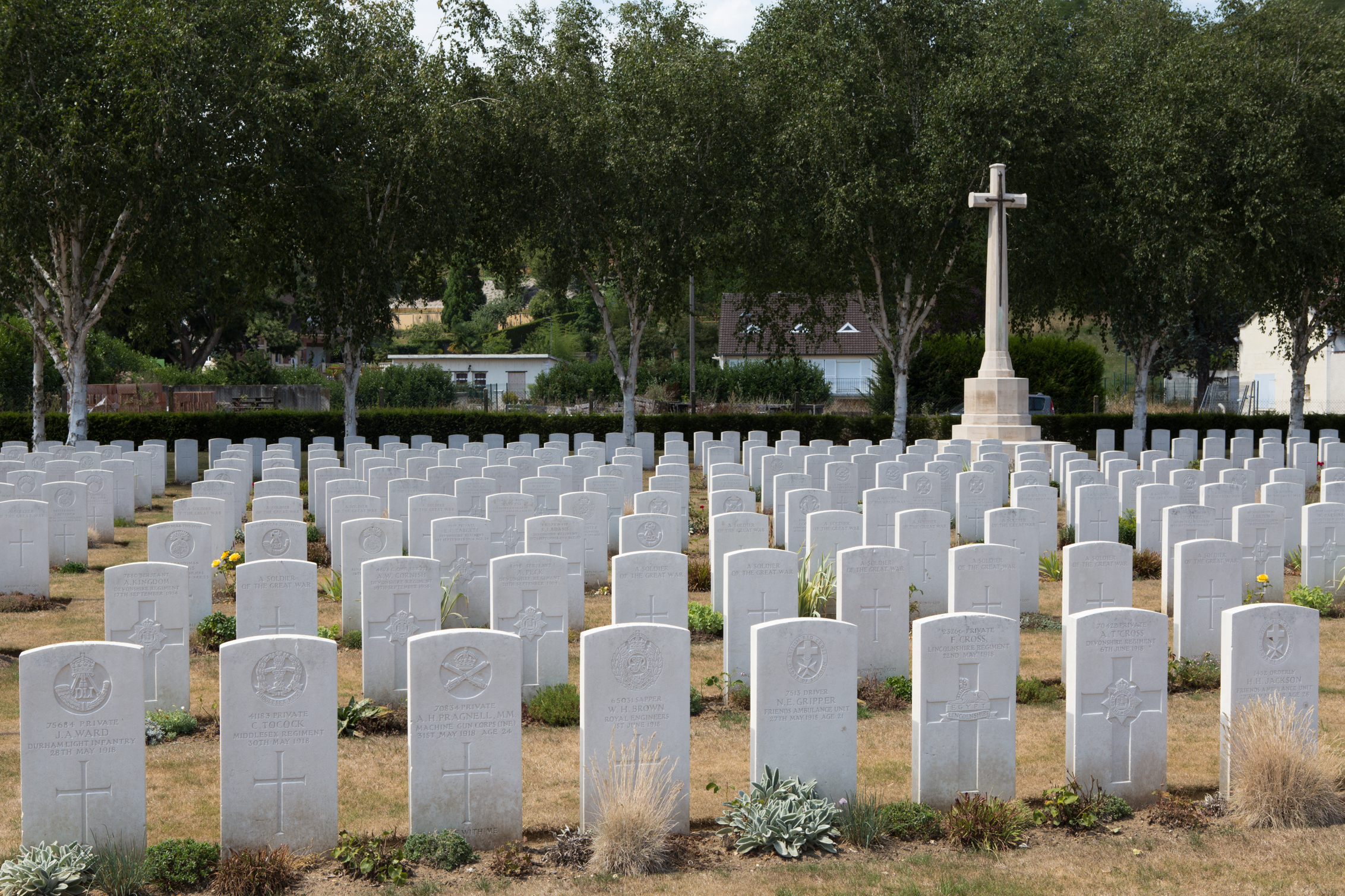
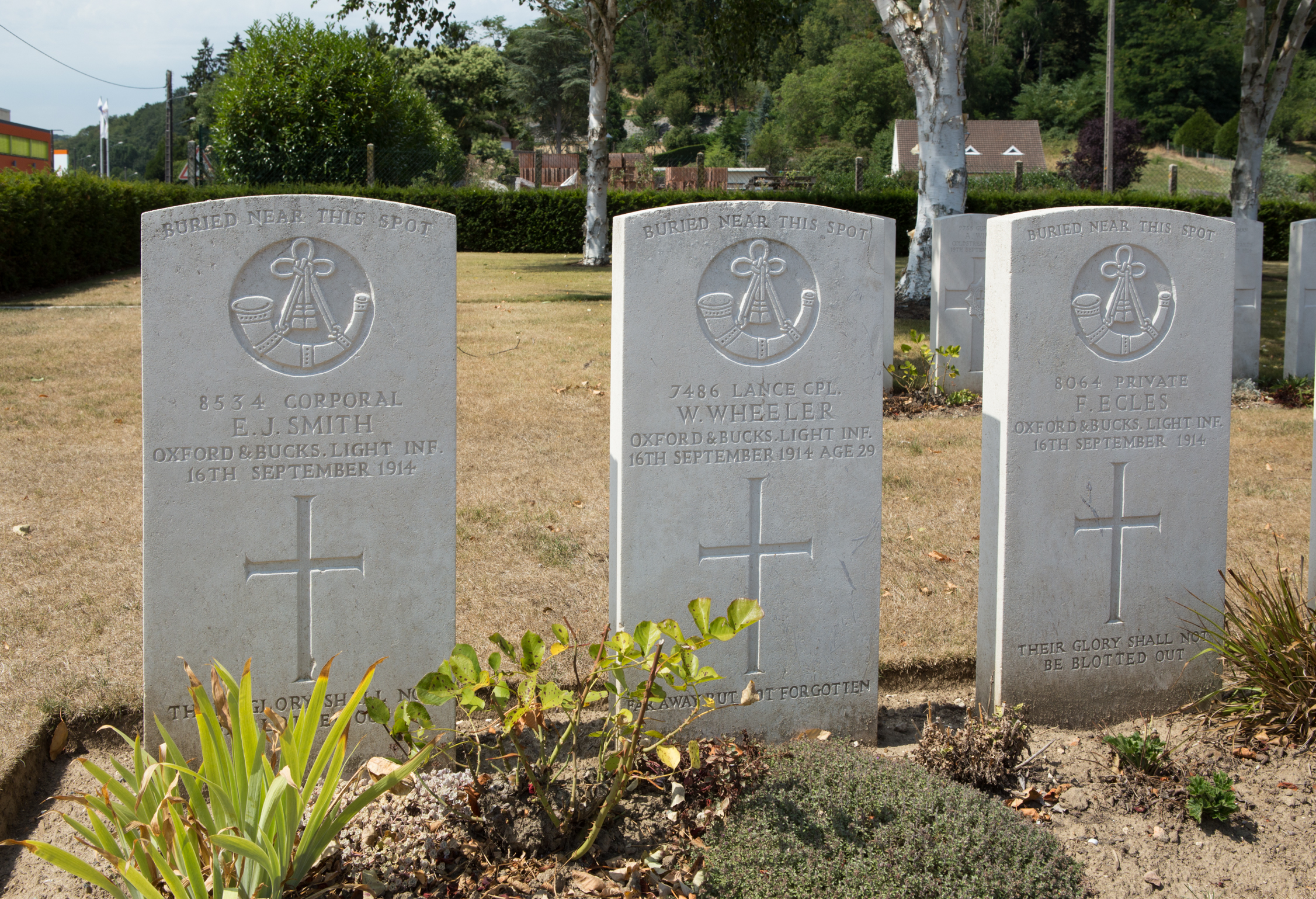
Tombes de soldats britanniques tombés le 16 septembre 1914 lors de la première bataille de l'Aisne.
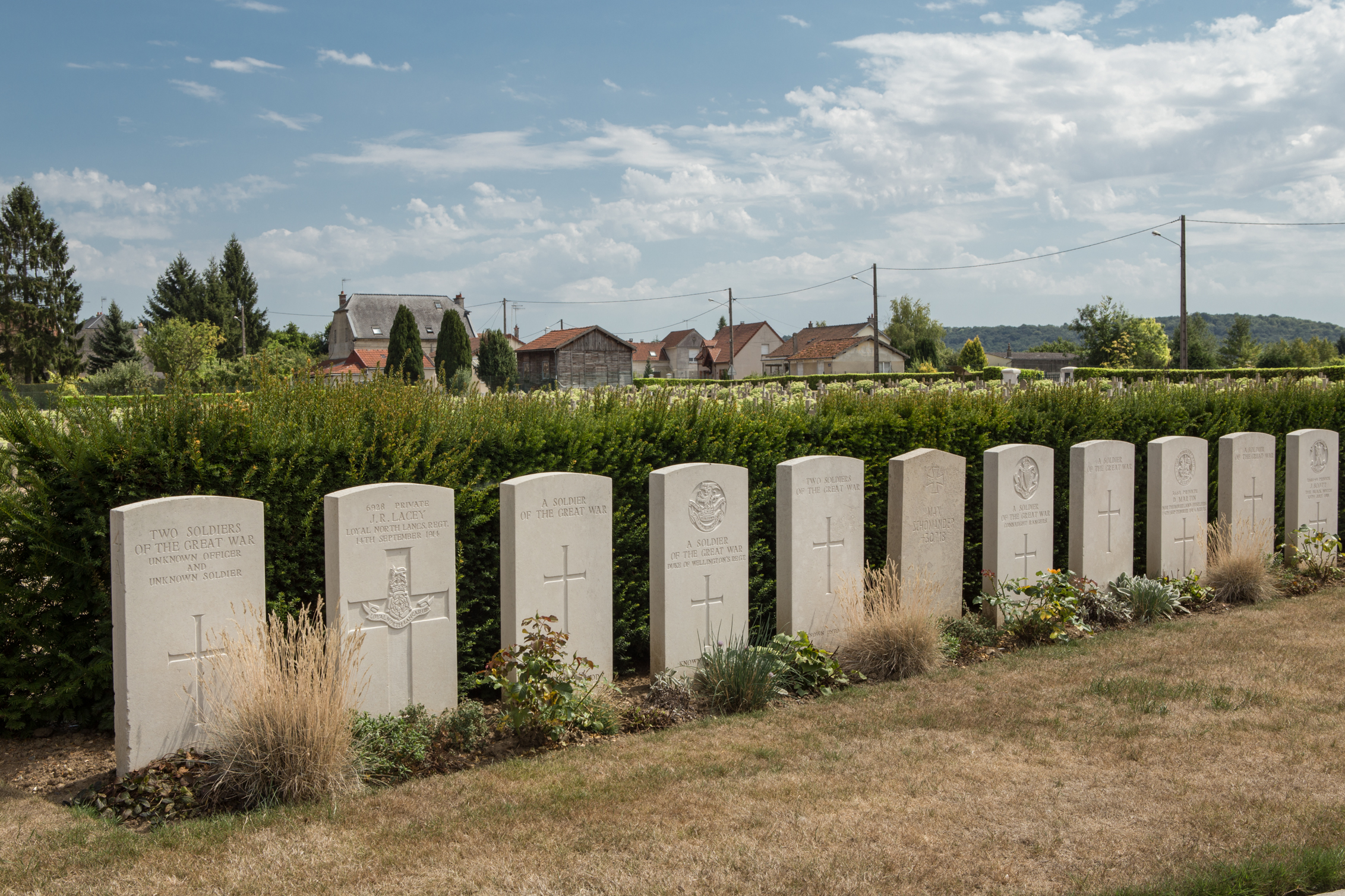

## Sépultures
| Pays        | Sépultures |
| ----------- | ---------- |
| Royaume-Uni | 370        |